# (187789) 1998 UN31
(187789) 1998 UN31 là một tiểu hành tinh nằm ở rìa trong của vành đai chính. Nó được phát hiện qua chương trình tiểu hành tinh Beijing Schmidt CCD ở trạm Xinglong ở tỉnh Hồ Bắc, Trung Quốc ngày 22 tháng 10 năm 1998.